# Kakopoda cincta
Kakopoda cincta là một loài bướm đêm trong họ Erebidae.